# Patrologia graeca
Patrologie graeca nebo Patrologiae cursus completus. Series graeca, zkráceně PG je významné vydání starověkých a středověkých křesťanských autorů, kteří psali řecky. Vycházela v letech 1857-1866 ve 161 dílech (166 svazcích) a jejím hlavním autorem byl francouzský kněz a nakladatel Jacques Paul Migne.

## Tištěné vydání
Nejprve, v letech 1856-1861 vycházely pouze latinské překlady řeckých textů, v letech 1857-1866 vyšlo celé dílo dvojjazyčně. Kde se řecké originály zachovaly jen ve zlomcích (například Eirénaios), jsou zařazeny na odpovídající místa latinského překladu. Podobně jako u latinské Patrologia latina, Migne a jeho spolupracovníci nemohli většinou pracovat s rukopisy a museli se spolehnout na starší tištěná vydání. Index k celému vydání nevyšel, protože Migneho tiskárna roku 1868 vyhořela.
Autoři jsou – až na malé výjimky – uspořádáni chronologicky a edice pokrývá období od prvních křesťanských textů mimo Nového zákona (tzv. Apoštolští otcové), kdy se řecky psalo na východě i na západě, a pak texty východních autorů až do pádu Konstantinopole roku 1453. Výjimkou z chronologického pořadí jsou hlavně spisy Pseudo-Dionýsia Areopagity, domnělého Dionýsia Areopagity, který je zařazen mezi autory 2. století.

## Elektronická vydání
I když Migneho edice neodpovídá zcela moderním požadavkům, je tak rozsáhlá, že ji nikdo zatím nedokázal plně nahradit. Britské nakladatelství Chadwyck a Healey obě Patrologie převedlo do digitální podoby a nabízí i s velmi dobrým vyhledávačem na CD nebo na Webu, ovšem za vysoiký licenční poplatek. Na velké databázi křesťanských textů Documenta catholica omnia jsou volně přístupné plné texty celé Migneho Patrologie, ovšem s omezenými možnostmi vyhledávání. Úplné texty původního Migneho vydání jsou taky volně přístupné na Google Books (seznam linků: http://graeca.patristica.net).

## Patrologia orientalis
Na řeckou patrologii navázal od roku 1897 projekt patrologie v jiných jazycích východních církví: v syrštině, koptštině, arménštině, gruzínštině, staroslověnštině a dalších. V letech 1904-1984 vyšlo celkem 41 svazků.

### Veřejné knihovny
Z veřejných knihoven v České republice mají značnou část Migneho řecké patrologie následující:
- Národní knihovna České republiky v Praze
- knihovna Katolické teologické fakulty Univerzity Karlovy v Praze
- knihovna Cyrilometodějské teologické fakulty Univerzity Palackého v Olomouci
- knihovna Evangelické teologické fakulty Univerzity Karlovy v Praze